# Megalonyx obtusidens
Megalonyx obtusidens (лат.) — вид вымерших плейстоценовых гигантских ленивцев из семейства двупалоленивцевых. Описан в 1985 году по находкам из ирвингтонских отложений в Барранка-дель-Сисимико (Сальвадор).
Вид описан по останкам, обнаруженным в 1979 году при раскопках в Сальвадоре в районе Барранка-дель-Сисимико (департамент Сан-Висенте), в ирвингтонских отложениях, относящихся к раннему и среднему плейстоцену. Данный вид известен только по находкам из Барранка-дель-Сисимико. Челюсть голотипа находится в коллекции Флоридского музея естественной истории, каталожный номер UF 27512 (копия хранится в Музее естественной истории Сальвадора, каталожный номер 70-167). Видовое название obtusidens образовано от латинских корней obtusus («тупой») и dens («зуб»), что связано с более прямоугольной формой зубов.
Авторы описания 1985 года отмечали сходство размеров и морфологии челюсти M. obtusidens, найденной в Барранка-дель-Сисимико, с костями вида Megalonyx leptostomus, известными по находкам в бланкских отложениях (верхний плиоцен) в Северной Америке. Высота моляроподобных зубов также была схожей, однако их форма отличалась. Диагностическим признаком M. obtusidens является самая большая среди всех известных видов этого рода длина языковой стенки зубов в продольном (переднезаднем) разрезе; все зубы в окклюзионном разрезе имеют яйцевидную форму. M. obtusidens отличается меньшим размером, чем у ранчолабрейского (средний плейстоцен) вида Megalonyx jeffersonii и у ирвингтонского вида Megalonyx wheatleyi, а его морфологические характеристики в целом более примитивны, чем у этих видов, что привело исследователей к выводу о том, что этот вид развился в самом начале плейстоцена.
При тех же раскопках, что и M. obtusidens, были обнаружены останки ещё одного ранее неизвестного гигантского ленивца, Meizonyx salvadorensis. Сосуществование в одном географическом районе в один и тот же период двух разных представителей гигантских ленивцев остаётся уникальным для Северной Америки — больше таких случаев неизвестно.